# Julio Somoza
Julio Somoza de Montsoriú y García Sala (Gijón, 23 de diciembre de 1848 - ibídem, 25 de octubre de 1940) fue un historiador asturiano.

## Biografía
Su infancia transcurre en Galicia y Castilla y León en dónde intenta acceder a la Academia de Artillería, puesto que no consigue debido a un problema físico.
En 1873 se instala en Gijón y comienza a dedicarse al estudio de la historia y cultura de Asturias.
En 1881 funda junto a Máximo Fuertes Acevedo, Braulio Vigón y Fermín Canella Secades «La Quintana» una especie de academia para el estudio de las costumbres y pasado de Asturias. Aparte de esta labor inicia sus colaboraciones con diferentes periódicos del ámbito regional como El Productor Asturiano, El Eco de Asturias, Revista de Asturias o Diario el Carbayón y en Madrid en La Ilustración Gallega y Asturiana (1879-1982). Para estas colaboraciones usaba a menudo el seudónimo Don Diego de Noche.
En 1909 fue nombrado cronista oficial de la villa de Gijón, y en 1924, tras la muerte de su amigo Fermín Canella, cronista oficial del Principado de Asturias, cargos que desempeñó hasta su fallecimiento en Gijón en 1940.

## Obra
Fue gran admirador de la figura de Jovellanos escribiendo numerosas obras en torno a la figura y la obra del ilustrado. Dentro de esta etapa podemos indicar:
- Jovellanos: nuevos datos para su biografía (1885)
- Las amarguras de Jovellanos: Bosquejo biográfico con notas y setenta y dos documentos inéditos (Gijón, 1889)
- Escritos inéditos de Jovellanos, dispuestos para la impresión (Barcelona, 1891)
- Inventario de un jovellanista (Madrid, 1901)
- Documentos para escribir la biografía de Jovellanos (Madrid, 1911)
- Cartas de Jovellanos a Lord Vassall Holland sobre la guerra de la Independencia —1808-1814—, con prólogo, notas e índices aclaratorios (Madrid, 1911)
- Jovellanos: manuscritos inéditos, raros o dispersos (Madrid, 1913)

Otras obras son:
- «Cosiquines de la mió quintana» (Oviedo, 1884).
- «Noticia biográficas y bibliográficas de Máximo Fuertes Acevedo» (Oviedo, 1885).
- «Registro Asturiano» (Oviedo, 1927)